# HHO generator
HHO generator je naprava koja se rabi za elektrolizu vode u motornim vozilima. HHO generatori se reklamiraju kao "sredstvo za uštedu goriva do 30%". Za tu svrhu struja se dovodi iz električnog generatora za elektrolizu elektrolitički plin
Elektrolitički plin (HHO-plin koji je sačinjen od dvije molekule vodika (H) i jedne molekule kisika (O)) se dovodi na usisni sustav motora za izgaranje.
Povučen usisom dospijeva u cilindre u motoru. Tada se pomiješa se s rasplinutom gorivom smjesom, benzinom, dieselom, ili plinom i uzrokuje bolje sagorijevanje.